# Jussi (filmprijs)
De Jussi is de belangrijkste Finse filmprijs, die sinds 1944 jaarlijks wordt uitgereikt aan de Finse filmindustrie. De prijs is een gipsen standbeeldje van een staande man met een hoed, ontworpen door de Finse beeldende kunstenaar Ben Renvall.
De winnaars worden verkozen door Filmiaura, de nationale vereniging met circa 250 professionelen in de filmindustrie. Oorspronkelijk werden de prijzen in acht categorieën uitgereikt, later naar veertien gebracht. Enkel de publieksprijs wordt niet door Filmiaura verkozen.

## Categorieën
- Beste film
- Beste regisseur
- Beste actrice
- Beste acteur
- Beste mannelijke bijrol
- Beste vrouwelijke bijrol
- Beste scenario
- Beste cinematografie
- Beste muziek
- Beste montage
- Beste geluid
- Beste productieontwerp
- Beste kostuums
- Beste documentaire
- Publieksprijs